# عبد الكريم الإرياني
عبد الكريم علي الإرياني (12 أكتوبر 1934 – 8 نوفمبر 2015) هو سياسي يمني شغل منصب وزير الخارجية ورئاسة الوزراء.

## حياته
ولد عبد الكريم في 12 أكتوبر 1934 في حصن إريان بمحافظة إب لعائلة امتهنت القضاء وهو ابن أخ الرئيس الثاني للجمهورية العربية اليمنية القاضي عبد الرحمن الإرياني. حصل على الشهادة الثانوية عام 1958 من مصر ثم أكمل دراسته الجامعية في الولايات المتحدة فأكمل درجة البكالوريوس في الزراعة في جامعة تكساس ثم حضر الماجستير من جامعة جورجيا والدكتوراة من جامعة ييل بكونيتيكت عام 1968.

## المناصب التي تولاها
- 1968-1972 مدير مشروع زبيد الزراعي.
- 1972-1974 رئيس هيئة التخطيط المركزية.
- 1974-1976 وزير التنمية ورئيس هيئة التخطيط المركزية.
- 1976-1978 وزير التربية والتعليم ورئيس جامعة صنعاء.
- 1978-1980 مستشار الصندوق الكويتي للتنمية الاقتصادية العربية.
- 1980-1983 رئيس الوزراء الجمهورية العربية اليمنية.
- 1983-1984 رئيس المجلس الأعلى لإعادة إعمار مناطق الزلزال الذي ضرب مناطق الجبال الوسطى في اليمن.
- 1984-1990 نائب رئيس الوزراء ووزير الخارجية.
- 1990-1993 وزير الخارجية.
- 1993-1994 وزير التخطيط.
- 1994-1997 نائب رئيس الوزراء ووزير الخارجية[5]

في يونيو 1995م عين أمين عام لحزب المؤتمر الشعبي العام. وفي مايو 1997م عقب الانتخابات البرلمانية أعيد تعيينه نائبا لرئيس الوزراء ووزيرا للخارجية. في 29 أبريل 1998م وبشكل مفاجئ عين رئيسا للوزراء للجمهورية اليمنية بالوكالة عقب استقالة الدكتور فرج بن غانم وخدم في هذا المنصب حتى 31 مارس عام 2001م، وهو أحد مؤسِّسي مجمع العربية السعيدة بصنعاء عام 2011 والرئيس الفخري له.

## المناصب التي تقلدها في فترة ما بعد ثورة 11 فبراير
- في 7 مايو 2012 عينه الرئيس عبد ربه منصور هادي مستشارا له[6]
- وفي 18 مارس 2013م عٌين نائباً لرئيس مؤتمر الحوار الوطني[7]
- بعد اجتياح الحوثيين صنعاء في 21 سبتمبر/ أيلول 2014 وقف في صف الرئيس عبد ربه منصور هادي، وعمل مستشاراً سياسياً له.[8]

## أهم المواقف السياسية
- كان له دوراً بارزاً ومحوريا في العديد من المواقف والتحولات والصراعات التي شهدتها اليمن منذ ثلاثة عقود من الزمن وكان من أبرزها هو عندما كان ممثل ومبعوث اليمن أمام مجلس الأمن الدولي حيث استطاع إقناع مجلس الأمن الدولي بعدم إصدار أي قرارت قوية من شأنها إيقاف المعارك التي كانت تدور بين شمال اليمن وبعض قوى الجنوب في حرب صيف 1994 بعد إعلان الرئيس على سالم البيض الأنفصال وإصدار مجلس الأمن في حينها قراريين رقم 924 و 931 لعام 1994 م اكتفي فيهما بالتعبير عن قلقة بسبب المعارك الدائرة وبدعوة جميع الأطراف إلى وقف القتال[9] واستطاعت بذلك القوى التي تقاتل من أجل بقاء الوحدة كسب مزيد من الوقت لتحقيق الانتصار.

- من أبرز المحطات المهمة في تاريخ الإرياني السياسي موقفه من حرب الخليج وغزو العراق للكويت، حيث يحمله الكثير من الساسة اليمنيين مسؤولية اتخاذ اليمن لموقفها السلبي الشهير من تحرير الكويت في مجلس الأمن، عندما عارض شجب العراق من غزوه للكويت وامتنع عن التصويت علي القرار رقم 660 رغم مشاركته بالجلسة الخاصة في مجلس الأمن، وحتى هذا الوقت لا يجد الكثير من المراقبين تفسيرا لموقف الإرياني.[10]

- في 24 ديسمبر 2013م كان من أول الموقعين على وثيقة حل القضية الجنوبية رغم معارضة قيادة حزب المؤتمر الشعبي العام وبعض أعضائه الشديدة لبعض بنود الوثيقة وكان هو ممثل بارز لحزب المؤتمر الشعبي العام في مؤتمر الحوار الوطني ولقي حينها انتقاداً واسعاً من قبل قيادة حزب المؤتمر ومن قبل العديد من أعضائه[11]

## وفاته
توفي في أحد مستشفيات فرانكفورت في ألمانيا بعد صراع مع المرض في يوم الأحد 8 نوفمبر 2015 م، ودفن في صنعاء يوم الثلاثاء 10 نوفمبر 2015.
| سبقه عبد العزيز عبد الغني | رئيس وزراء الجمهورية العربية اليمنية 1980- 1982 | تبعه عبد العزيز عبد الغني |

| سبقه فرج بن غانم | رئيس وزراء الجمهورية اليمنية 1998 - 2001 | تبعه عبد القادر باجمال |